# Bruce Clements
Bruce Clements (geboren 25. November 1931 in New York City) ist ein US-amerikanischer Autor von Kinder- und Jugendbüchern. 

## Leben
Bruce Clements war Sohn des Vertreters Paul Eugene und der Herausgeberin Ruth Clements.
Er studierte an der  Columbia University, am Union Theological Seminary in the City of New York und machte den M.A. 1962 an der State University of New York at Albany. Clements wurde in der United Church of Christ ordiniert und arbeitete von 1957 bis 1964 als Pfarrer in Schenectady und dort von 1964 bis 1967 als Instruktor am Union College. Clements wurde 1967 Professor für Englisch und Amerikanische Kinder- und Jugendliteratur an der Eastern Connecticut State University. Daneben war er Mediator. Er  hat als Schriftsteller mehr als zehn Jugendbücher geschrieben. 
Clements heiratete 1954 Hanna Charlotte Margarete Kiep (geboren 1933). Sie haben jeweils biografische Werke zum deutschen Diplomaten und Widerstandskämpfer Otto Kiep – dem Vater von Hanna Clements – vorgelegt, der als Mitglied des Solf-Kreises 1944 gehängt wurde. 
Sie leben in Windham (Connecticut) und haben vier Kinder. 

## Werke
die in deutscher Übersetzung vorliegen:
- Prison Window, Jerusalem Blue. Deutsch: Ein Amulett aus blauem Glas. Aus dem Amerikan. von Marion Balkenhol. Nagel und Kimche, Zürich/Frauenfeld 1992, ISBN 3-312-00755-0.
- Two Against the Tide. Deutsch: Kampf gegen die Gezeiten. Übers. von Cornelia Krutz-Arnold. Sauerländer, Aarau/Frankfurt am Main/Salzburg 1992, ISBN 3-7941-3537-7.
- Tom loves Anna loves Tom. Deutsch. Tom liebt Anna liebt Tom: Dt. von Cornelia Krutz-Arnold: Sauerländer, Aarau/Frankfurt am Main/Salzburg 1993, ISBN 3-7941-3608-X.
- Tell a Lie Every So Often. Deutsch: Hin und wieder lüge ich: eine abenteuerliche Reise durch Missouri. Aus dem Amerikan. von Fred Schmitz. Beltz und Gelberg, Weinheim 1993, ISBN 3-407-78151-2.
- Zucker für die Löwen. Dt. von Cornelia Krutz-Arnold. Sauerländer, Aarau/Frankfurt am Main/Salzburg 1994, ISBN 3-7941-3723-X.

zusammen mit Hanna Clements:
- Coming Home to a Place You’ve Never Been Before. Farrar, Straus & Giroux, ISBN 0-374-31530-2.

## Werke über Otto Kiep
- From Ice Set Free: The Story of Otto Kiep. Farrar, Straus and Giroux, 1972, ISBN 0-374-32468-9.
- Hildegard Rauch, Hanna Clements (Hrsg.): O. C. Kiep. Mein Lebensweg 1886–1944: Aufzeichnungen während der Haft. H. Rauch,  München 1982